# Resolució 1436 del Consell de Seguretat de les Nacions Unides
La Resolució 1436 del Consell de Seguretat de les Nacions Unides fou adoptada per unanimitat el 24 de setembre de 2002. Després de recordar totes les resolucions anteriors sobre la situació a Sierra Leone, el Consell va ampliar el mandat de la Missió de les Nacions Unides a Sierra Leone (UNAMSIL) durant sis mesos més iniciats el 30 de setembre de 2002.
El president de Sierra Leone Ahmad Tejan Kabbah havia demanat l'extensió a causa de la lluita a la veïna Libèria que amenaçava el procés de pau.

## Resolució

### Observacions
En el preàmbul de la resolució, la celebració d'eleccions generals el maig de 2002, la creació del Tribunal Especial per Sierra Leone i la Comissió de la Veritat i la Reconciliació i els progressos realitzats en el desenvolupament la capacitat de la Policia de Sierra Leone i de les Forces Armades de la República de Sierra Leone va ser ben rebuts pel Consell. Va assenyalar la fràgil situació a la regió del riu Mano, especialment el conflicte a la veïna Libèria i les implicacions humanitàries. Es va destacar la importància de l'extensió de l'autoritat estatal a Sierra Leone, inclosos els camps de diamants, la reinserció dels ex combatents, el retorn dels refugiats i desplaçats interns i el ple respecte dels drets humans i l'estat de dret.

### Actes
El Consell de Seguretat va elogiar els esforços dels països que aportsben contingents de la UNAMSIL i va prendre nota de les propostes del secretari general Kofi Annan sobre la mida i l'estructura de l'operació de manteniment de la pau. Es va instar a la UNAMSIL a completar les fases 1 i 2 del pla del secretari general, inclosa una reducció de la mida de la tropa en un termini de 8 mesos. Hi va haver preocupació per un dèficit de les contribucions financeres cap al desarmament, la desmobilització i el programa de reintegració.
La resolució va ressaltar el desenvolupament de les institucions a Sierra Leone i va acollir amb satisfacció els esforços del govern de Sierra Leone per establir el control en zones volàtils de mineria de diamants. Va emfatitzar un enfocament global per enfortir la policia de Sierra Leone i va donar suport a la Cort Especial i la Comissió de la Veritat i la Reconciliació. Es va instar als països de la Unió del Riu Mano a continuar dialogant i implementar compromisos en relació amb la pau i la seguretat regionals, i també es va encoratjar a la Comunitat Econòmica dels Estats de l'Àfrica Occidental (ECOWAS) i al Marroc a trobar una solució de la crisi a la regió.
El secretari general va intentar trobar una solució a la crisi a Libèria, que va ser ben acollida pel Consell. A més, els grups armats i les Forces Armades de Libèria foren convocats a abstenir-se d'incursions il·legals a Sierra Leone. El Consell de Seguretat va donar la benvinguda als passos de la UNAMSIL per evitar l'abús sexual i l'explotació de dones i nens i el seu suport al retorn dels refugiats. Finalment, el secretari general examinarà la situació de seguretat, política, humanitària i de drets humans a Sierra Leone.